# Ronde van Drenthe for kvinder 2022
Ronde van Drenthe for kvinder 2022 var den 15. udgave af det hollandske cykelløb Ronde van Drenthe for kvinder. Det blev kørt den 12. marts 2022 med mål i Hoogeveen i provinsen Drenthe. Løbet var det andet arrangement på UCI Women's World Tour 2022. Løbet blev vundet af hollandske Lorena Wiebes for andet år i træk.

## Resultater
| \| Samlede stilling \| Samlede stilling \| Samlede stilling \| Samlede stilling \| Samlede stilling \| \| Rytter \| Rytter \| Hold \| Tid \| \| \| ---------------- \| ----------------- \| ---------------------------------- \| ---------------- \| ---------------- \| \| 1. \| Lorena Wiebes \| Team DSM \| 4t 03' 31" \| \| \| 2. \| Elisa Balsamo \| Trek-Segafredo \| + 1" \| \| \| 3. \| Lotte Kopecky \| SD Worx \| + 1" \| \| \| 4. \| Clara Copponi \| FDJ-Nouvelle Aquitaine-Futuroscope \| + 1" \| \| \| 5. \| Marta Bastianelli \| UAE Team ADQ \| + 1" \| \| \| 6. \| Alice Barnes \| Canyon-SRAM Racing \| + 1" \| \| \| 7. \| Chiara Consonni \| Valcar-Travel & Service \| + 1" \| \| \| 8. \| Nina Kessler \| Team BikeExchange-Jayco \| + 1" \| \| \| 9. \| Jip van den Bos \| Team Jumbo-Visma \| + 1" \| \| \| 10. \| Sarah Roy \| Canyon-SRAM Racing \| + 1" \| \| |                   |                                    |            |
| |                   |                                    |            |
| Kilder: ProCyclingStats Cycling Quotient |                   |                                    |            |
| Samlede stilling |                   |                                    |            |
| Rytter | Rytter            | Hold                               | Tid        |
| 1. | Lorena Wiebes     | Team DSM                           | 4t 03' 31" |
| 2. | Elisa Balsamo     | Trek-Segafredo                     | + 1"       |
| 3. | Lotte Kopecky     | SD Worx                            | + 1"       |
| 4. | Clara Copponi     | FDJ-Nouvelle Aquitaine-Futuroscope | + 1"       |
| 5. | Marta Bastianelli | UAE Team ADQ                       | + 1"       |
| 6. | Alice Barnes      | Canyon-SRAM Racing                 | + 1"       |
| 7. | Chiara Consonni   | Valcar-Travel & Service            | + 1"       |
| 8. | Nina Kessler      | Team BikeExchange-Jayco            | + 1"       |
| 9. | Jip van den Bos   | Team Jumbo-Visma                   | + 1"       |
| 10. | Sarah Roy         | Canyon-SRAM Racing                 | + 1"       |

## Hold og ryttere
| translation for headoftableIII_translate index 58 not found (11)- Team BikeExchange-Jayco - Canyon-SRAM Racing - FDJ Nouvelle Aquitaine Futuroscope - Human Powered Health - Team Jumbo-Visma - Liv Racing Xstra - Team DSM - SD Worx - Trek-Segafredo - UAE Team ADQ - Uno-X Pro Cycling Team UCI Women's Kontinentalhold (7)- Andy Schleck-CP NVST-Immo Losch - Bizkaia-Durango - Ceratizit-WNT Pro Cycling - GT Krush Tunap - AG Insurance NXTG - Parkhotel Valkenburg - Valcar-Travel & Service Landshold- Holland |
| |

### Danske ryttere
| Danske ryttere på startlisten |            |                        |           |
| Rygnummer                     | Rytter     | Hold                   | Placering |
| 114                           | Julie Leth | Uno-X Pro Cycling Team | DNF       |

* DNF = gennemførte ikke

### Startliste
| Team DSM DSM | Team DSM DSM                     | Team DSM DSM |
| ------------ | -------------------------------- | ------------ |
| Nr.          | Rytter                           | Placering    |
| 1            | Lorena Wiebes (NED)              | 1.           |
| 2            | Megan Jastrab (USA)              | 62.          |
| 3            | Leah Kirchmann (CAN)             | DNF          |
| 4            | Franziska Koch (GER)             | 53.          |
| 5            | Floortje Mackaij (NED)           | 33.          |
| 6            | Georgi Pfeiffer (GBR) (landevej) | 15.          |

| Canyon-SRAM Racing CSR | Canyon-SRAM Racing CSR | Canyon-SRAM Racing CSR |
| ---------------------- | ---------------------- | ---------------------- |
| Nr.                    | Rytter                 | Placering              |
| 11                     | Alice Barnes (GBR)     | 6.                     |
| 12                     | Shari Bossuyt (BEL)    | 41.                    |
| 13                     | Elise Chabbey (SUI)    | 25.                    |
| 14                     | Ella Harris (NZL)      | 38.                    |
| 15                     | Lisa Klein (GER)       | 57.                    |
| 16                     | Sarah Roy (AUS)        | 10.                    |

| FDJ-Nouvelle Aquitaine-Futuroscope FSF | FDJ-Nouvelle Aquitaine-Futuroscope FSF | FDJ-Nouvelle Aquitaine-Futuroscope FSF |
| -------------------------------------- | -------------------------------------- | -------------------------------------- |
| Nr.                                    | Rytter                                 | Placering                              |
| 21                                     | Stine Borgli (NOR)                     | 28.                                    |
| 22                                     | Clara Copponi (FRA)                    | 4.                                     |
| 23                                     | Eugénie Duval (FRA)                    | 60.                                    |
| 24                                     | Maëlle Grossetête (FRA)                | DNF                                    |
| 25                                     | Vittoria Guazzini (ITA)                | DNF                                    |
| 26                                     | Marie Le Net (FRA)                     | 35.                                    |

| Human Powered Health HPW | Human Powered Health HPW | Human Powered Health HPW |
| ------------------------ | ------------------------ | ------------------------ |
| Nr.                      | Rytter                   | Placering                |
| 31                       | Nina Buysman (NED)       | 14.                      |
| 32                       | Mieke Kröger (GER)       | DNF                      |
| 33                       | Henrietta Christie (NZL) | DNF                      |
| 34                       | Barbara Malcotti (ITA)   | 61.                      |
| 35                       | Kaia Schmid (USA)        | 50.                      |
| 36                       | Lily Williams (USA)      | 19.                      |

| Liv Racing Xstra LIV | Liv Racing Xstra LIV            | Liv Racing Xstra LIV |
| -------------------- | ------------------------------- | -------------------- |
| Nr.                  | Rytter                          | Placering            |
| 41                   | Marta Jaskulska (POL)           | 55.                  |
| 42                   | Valerie Demey (BEL)             | 42.                  |
| 43                   | Alison Jackson (CAN) (landevej) | 16.                  |
| 44                   | Jeanne Korevaar (NED)           | 44.                  |
| 45                   | Quinty Ton (NED)                | DNF                  |
| 46                   | Amber van der Hulst (NED)       | 77.                  |

| Team BikeExchange-Jayco BEX | Team BikeExchange-Jayco BEX | Team BikeExchange-Jayco BEX |
| --------------------------- | --------------------------- | --------------------------- |
| Nr.                         | Rytter                      | Placering                   |
| 61                          | Georgia Baker (AUS)         | 36.                         |
| 62                          | Teniel Campbell (TTO)       | 76.                         |
| 63                          | Jessica Allen (AUS)         | 59.                         |
| 64                          | Arianna Fidanza (ITA)       | 26.                         |
| 65                          | Nina Kessler (NED)          | 8.                          |
| 66                          | Ruby Roseman-Gannon (AUS)   | DNF                         |

| Team Jumbo-Visma TJV | Team Jumbo-Visma TJV   | Team Jumbo-Visma TJV |
| -------------------- | ---------------------- | -------------------- |
| Nr.                  | Rytter                 | Placering            |
| 71                   | Teuntje Beekhuis (NED) | 51.                  |
| 72                   | Romy Kasper (GER)      | 24.                  |
| 73                   | Anouska Koster (NED)   | 18.                  |
| 74                   | Riejanne Markus (NED)  | 23.                  |
| 75                   | Karlijn Swinkels (NED) | 37.                  |
| 76                   | Jip van den Bos (NED)  | 9.                   |

| SD Worx SDW | SD Worx SDW                        | SD Worx SDW |
| ----------- | ---------------------------------- | ----------- |
| Nr.         | Rytter                             | Placering   |
| 81          | Elena Cecchini (ITA)               | 30.         |
| 82          | Roxane Fournier (FRA)              | 45.         |
| 83          | Lotte Kopecky (BEL) (landevej)     | 3.          |
| 84          | Christine Majerus (LUX) (landevej) | 13.         |
| 85          | Marlen Reusser (SUI) (landevej)    | 27.         |
| 86          | Lonneke Uneken (NED)               | 79.         |

| Trek-Segafredo TFS | Trek-Segafredo TFS              | Trek-Segafredo TFS |
| ------------------ | ------------------------------- | ------------------ |
| Nr.                | Rytter                          | Placering          |
| 91                 | Elisa Balsamo (ITA) (landevej)  | 2.                 |
| 92                 | Audrey Cordon-Ragot (FRA)       | 43.                |
| 93                 | Elynor Bäckstedt (GBR)          | DNF                |
| 94                 | Lauretta Hanson (AUS)           | DNF                |
| 95                 | Chloe Hosking (AUS)             | 11.                |
| 96                 | Ellen van Dijk (NED) (landevej) | 17.                |

| UAE Team ADQ UAD | UAE Team ADQ UAD               | UAE Team ADQ UAD |
| ---------------- | ------------------------------ | ---------------- |
| Nr.              | Rytter                         | Placering        |
| 101              | Marta Bastianelli (ITA)        | 5.               |
| 102              | Sofia Bertizzolo (ITA)         | 31.              |
| 103              | Maaike Boogaard (NED)          | 78.              |
| 104              | Eugenia Bujak (SLO) (landevej) | 67.              |
| 105              | Marija Novolodskaja (RUS)      | 58.              |
| 106              | Laura Tomasi (ITA)             | 75.              |

| Uno-X Pro Cycling Team UXT | Uno-X Pro Cycling Team UXT | Uno-X Pro Cycling Team UXT |
| -------------------------- | -------------------------- | -------------------------- |
| Nr.                        | Rytter                     | Placering                  |
| 111                        | Anniina Ahtosalo (FIN)     | DNF                        |
| 112                        | Susanne Andersen (NOR)     | 20.                        |
| 113                        | Hannah Barnes (GBR)        | DNF                        |
| 114                        | Julie Leth (DEN)           | DNF                        |
| 115                        | Amalie Lutro (NOR)         | 72.                        |

| Andy Schleck-CP NVST-Immo Losch ASC | Andy Schleck-CP NVST-Immo Losch ASC | Andy Schleck-CP NVST-Immo Losch ASC |
| ----------------------------------- | ----------------------------------- | ----------------------------------- |
| Nr.                                 | Rytter                              | Placering                           |
| 121                                 | Michelle Andres (SUI)               | DNF                                 |
| 122                                 | Fabienne Buri (SUI)                 | DNF                                 |
| 123                                 | Georgia Danford (AUS)               | DNF                                 |
| 124                                 | Kerry Jonker (RSA)                  | DNF                                 |
| 125                                 | Carolin Schiff (GER)                | 56.                                 |
| 126                                 | Friederike Stern (GER)              | DNF                                 |

| Bizkaia-Durango BDP | Bizkaia-Durango BDP           | Bizkaia-Durango BDP |
| ------------------- | ----------------------------- | ------------------- |
| Nr.                 | Rytter                        | Placering           |
| 131                 | Daniela Campos (POR)          | DNF                 |
| 132                 | Eukene Larrarte Arteaga (ESP) | DNF                 |
| 133                 | Sofia Rodríguez (ESP)         | DNF                 |
| 134                 | Aileen Schweikart (GER)       | DNF                 |
| 135                 | Catalina Soto (CHI)           | DNF                 |
| 136                 | Alba Teruel Ribes (ESP)       | DNF                 |

| Ceratizit-WNT Pro Cycling WNT | Ceratizit-WNT Pro Cycling WNT          | Ceratizit-WNT Pro Cycling WNT |
| ----------------------------- | -------------------------------------- | ----------------------------- |
| Nr.                           | Rytter                                 | Placering                     |
| 141                           | Sandra Alonso (ESP)                    | 66.                           |
| 142                           | Franziska Brauße (GER)                 | 65.                           |
| 143                           | Maria Giulia Confalonieri (ITA)        | 21.                           |
| 144                           | Martina Fidanza (ITA)                  | 48.                           |
| 145                           | Kathrin Schweinberger (AUT) (landevej) | 73.                           |
| 146                           | Lin Lea Teutenberg (GER)               | 74.                           |

| GT Krush Tunap BPC | GT Krush Tunap BPC     | GT Krush Tunap BPC |
| ------------------ | ---------------------- | ------------------ |
| Nr.                | Rytter                 | Placering          |
| 151                | Clara Lundmark (SWE)   | DNF                |
| 152                | Marissa Baks (NED)     | 70.                |
| 153                | Femke de Vries (NED)   | DNF                |
| 154                | Anne Dijkstra (NED)    | 71.                |
| 156                | Daniek Hengeveld (NED) | DNF                |

| AG Insurance NXTG AGI | AG Insurance NXTG AGI   | AG Insurance NXTG AGI |
| --------------------- | ----------------------- | --------------------- |
| Nr.                   | Rytter                  | Placering             |
| 161                   | Julia Borgström (SWE)   | 22.                   |
| 162                   | Mylène de Zoete (NED)   | 49.                   |
| 163                   | Eline Van Rooijen (NED) | 63.                   |
| 164                   | Ilse Pluimers (NED)     | 52.                   |
| 165                   | Maud Rijnbeek (NED)     | DNF                   |
| 166                   | Senne Knaven (BEL)      | DNF                   |

| Parkhotel Valkenburg PHV | Parkhotel Valkenburg PHV  | Parkhotel Valkenburg PHV |
| ------------------------ | ------------------------- | ------------------------ |
| Nr.                      | Rytter                    | Placering                |
| 171                      | Mischa Bredewold (NED)    | 40.                      |
| 172                      | Demi de Jong (NED)        | DNF                      |
| 173                      | Femke Gerritse (NED)      | 32.                      |
| 174                      | Kirstie van Haaften (NED) | 68.                      |
| 175                      | Femke Markus (NED)        | 39.                      |
| 176                      | Lieke Nooijen (NED)       | 47.                      |

| Valcar-Travel & Service VAL | Valcar-Travel & Service VAL | Valcar-Travel & Service VAL |
| --------------------------- | --------------------------- | --------------------------- |
| Nr.                         | Rytter                      | Placering                   |
| 181                         | Anastasia Carbonari (LAT)   | 80.                         |
| 182                         | Chiara Consonni (ITA)       | 7.                          |
| 183                         | Eleonora Gasparrini (ITA)   | 34.                         |
| 184                         | Silvia Persico (ITA)        | 12.                         |
| 185                         | Ilaria Sanguineti (ITA)     | 81.                         |
| 186                         | Margaux Vigie (FRA)         | 64.                         |

| Holland NED | Holland NED             | Holland NED |
| ----------- | ----------------------- | ----------- |
| Nr.         | Rytter                  | Placering   |
| 191         | Loes Adegeest           | 29.         |
| 192         | Thalita de Jong         | 54.         |
| 193         | Nicole Steigenga        | 46.         |
| 194         | Sylvie Swinkels         | DNF         |
| 195         | Marjolein van 't Geloof | DNF         |
| 196         | Maike van der Duin      | 69.         |

| Team DSM DSM | Team DSM DSM                     | Team DSM DSM |
| ------------ | -------------------------------- | ------------ |
| Nr.          | Rytter                           | Placering    |
| 1            | Lorena Wiebes (NED)              | 1.           |
| 2            | Megan Jastrab (USA)              | 62.          |
| 3            | Leah Kirchmann (CAN)             | DNF          |
| 4            | Franziska Koch (GER)             | 53.          |
| 5            | Floortje Mackaij (NED)           | 33.          |
| 6            | Georgi Pfeiffer (GBR) (landevej) | 15.          |

| Canyon-SRAM Racing CSR | Canyon-SRAM Racing CSR | Canyon-SRAM Racing CSR |
| ---------------------- | ---------------------- | ---------------------- |
| Nr.                    | Rytter                 | Placering              |
| 11                     | Alice Barnes (GBR)     | 6.                     |
| 12                     | Shari Bossuyt (BEL)    | 41.                    |
| 13                     | Elise Chabbey (SUI)    | 25.                    |
| 14                     | Ella Harris (NZL)      | 38.                    |
| 15                     | Lisa Klein (GER)       | 57.                    |
| 16                     | Sarah Roy (AUS)        | 10.                    |

| FDJ-Nouvelle Aquitaine-Futuroscope FSF | FDJ-Nouvelle Aquitaine-Futuroscope FSF | FDJ-Nouvelle Aquitaine-Futuroscope FSF |
| -------------------------------------- | -------------------------------------- | -------------------------------------- |
| Nr.                                    | Rytter                                 | Placering                              |
| 21                                     | Stine Borgli (NOR)                     | 28.                                    |
| 22                                     | Clara Copponi (FRA)                    | 4.                                     |
| 23                                     | Eugénie Duval (FRA)                    | 60.                                    |
| 24                                     | Maëlle Grossetête (FRA)                | DNF                                    |
| 25                                     | Vittoria Guazzini (ITA)                | DNF                                    |
| 26                                     | Marie Le Net (FRA)                     | 35.                                    |

| Human Powered Health HPW | Human Powered Health HPW | Human Powered Health HPW |
| ------------------------ | ------------------------ | ------------------------ |
| Nr.                      | Rytter                   | Placering                |
| 31                       | Nina Buysman (NED)       | 14.                      |
| 32                       | Mieke Kröger (GER)       | DNF                      |
| 33                       | Henrietta Christie (NZL) | DNF                      |
| 34                       | Barbara Malcotti (ITA)   | 61.                      |
| 35                       | Kaia Schmid (USA)        | 50.                      |
| 36                       | Lily Williams (USA)      | 19.                      |

| Liv Racing Xstra LIV | Liv Racing Xstra LIV            | Liv Racing Xstra LIV |
| -------------------- | ------------------------------- | -------------------- |
| Nr.                  | Rytter                          | Placering            |
| 41                   | Marta Jaskulska (POL)           | 55.                  |
| 42                   | Valerie Demey (BEL)             | 42.                  |
| 43                   | Alison Jackson (CAN) (landevej) | 16.                  |
| 44                   | Jeanne Korevaar (NED)           | 44.                  |
| 45                   | Quinty Ton (NED)                | DNF                  |
| 46                   | Amber van der Hulst (NED)       | 77.                  |

| Team BikeExchange-Jayco BEX | Team BikeExchange-Jayco BEX | Team BikeExchange-Jayco BEX |
| --------------------------- | --------------------------- | --------------------------- |
| Nr.                         | Rytter                      | Placering                   |
| 61                          | Georgia Baker (AUS)         | 36.                         |
| 62                          | Teniel Campbell (TTO)       | 76.                         |
| 63                          | Jessica Allen (AUS)         | 59.                         |
| 64                          | Arianna Fidanza (ITA)       | 26.                         |
| 65                          | Nina Kessler (NED)          | 8.                          |
| 66                          | Ruby Roseman-Gannon (AUS)   | DNF                         |

| Team Jumbo-Visma TJV | Team Jumbo-Visma TJV   | Team Jumbo-Visma TJV |
| -------------------- | ---------------------- | -------------------- |
| Nr.                  | Rytter                 | Placering            |
| 71                   | Teuntje Beekhuis (NED) | 51.                  |
| 72                   | Romy Kasper (GER)      | 24.                  |
| 73                   | Anouska Koster (NED)   | 18.                  |
| 74                   | Riejanne Markus (NED)  | 23.                  |
| 75                   | Karlijn Swinkels (NED) | 37.                  |
| 76                   | Jip van den Bos (NED)  | 9.                   |

| SD Worx SDW | SD Worx SDW                        | SD Worx SDW |
| ----------- | ---------------------------------- | ----------- |
| Nr.         | Rytter                             | Placering   |
| 81          | Elena Cecchini (ITA)               | 30.         |
| 82          | Roxane Fournier (FRA)              | 45.         |
| 83          | Lotte Kopecky (BEL) (landevej)     | 3.          |
| 84          | Christine Majerus (LUX) (landevej) | 13.         |
| 85          | Marlen Reusser (SUI) (landevej)    | 27.         |
| 86          | Lonneke Uneken (NED)               | 79.         |

| Trek-Segafredo TFS | Trek-Segafredo TFS              | Trek-Segafredo TFS |
| ------------------ | ------------------------------- | ------------------ |
| Nr.                | Rytter                          | Placering          |
| 91                 | Elisa Balsamo (ITA) (landevej)  | 2.                 |
| 92                 | Audrey Cordon-Ragot (FRA)       | 43.                |
| 93                 | Elynor Bäckstedt (GBR)          | DNF                |
| 94                 | Lauretta Hanson (AUS)           | DNF                |
| 95                 | Chloe Hosking (AUS)             | 11.                |
| 96                 | Ellen van Dijk (NED) (landevej) | 17.                |

| UAE Team ADQ UAD | UAE Team ADQ UAD               | UAE Team ADQ UAD |
| ---------------- | ------------------------------ | ---------------- |
| Nr.              | Rytter                         | Placering        |
| 101              | Marta Bastianelli (ITA)        | 5.               |
| 102              | Sofia Bertizzolo (ITA)         | 31.              |
| 103              | Maaike Boogaard (NED)          | 78.              |
| 104              | Eugenia Bujak (SLO) (landevej) | 67.              |
| 105              | Marija Novolodskaja (RUS)      | 58.              |
| 106              | Laura Tomasi (ITA)             | 75.              |

| Uno-X Pro Cycling Team UXT | Uno-X Pro Cycling Team UXT | Uno-X Pro Cycling Team UXT |
| -------------------------- | -------------------------- | -------------------------- |
| Nr.                        | Rytter                     | Placering                  |
| 111                        | Anniina Ahtosalo (FIN)     | DNF                        |
| 112                        | Susanne Andersen (NOR)     | 20.                        |
| 113                        | Hannah Barnes (GBR)        | DNF                        |
| 114                        | Julie Leth (DEN)           | DNF                        |
| 115                        | Amalie Lutro (NOR)         | 72.                        |

| Andy Schleck-CP NVST-Immo Losch ASC | Andy Schleck-CP NVST-Immo Losch ASC | Andy Schleck-CP NVST-Immo Losch ASC |
| ----------------------------------- | ----------------------------------- | ----------------------------------- |
| Nr.                                 | Rytter                              | Placering                           |
| 121                                 | Michelle Andres (SUI)               | DNF                                 |
| 122                                 | Fabienne Buri (SUI)                 | DNF                                 |
| 123                                 | Georgia Danford (AUS)               | DNF                                 |
| 124                                 | Kerry Jonker (RSA)                  | DNF                                 |
| 125                                 | Carolin Schiff (GER)                | 56.                                 |
| 126                                 | Friederike Stern (GER)              | DNF                                 |

| Bizkaia-Durango BDP | Bizkaia-Durango BDP           | Bizkaia-Durango BDP |
| ------------------- | ----------------------------- | ------------------- |
| Nr.                 | Rytter                        | Placering           |
| 131                 | Daniela Campos (POR)          | DNF                 |
| 132                 | Eukene Larrarte Arteaga (ESP) | DNF                 |
| 133                 | Sofia Rodríguez (ESP)         | DNF                 |
| 134                 | Aileen Schweikart (GER)       | DNF                 |
| 135                 | Catalina Soto (CHI)           | DNF                 |
| 136                 | Alba Teruel Ribes (ESP)       | DNF                 |

| Ceratizit-WNT Pro Cycling WNT | Ceratizit-WNT Pro Cycling WNT          | Ceratizit-WNT Pro Cycling WNT |
| ----------------------------- | -------------------------------------- | ----------------------------- |
| Nr.                           | Rytter                                 | Placering                     |
| 141                           | Sandra Alonso (ESP)                    | 66.                           |
| 142                           | Franziska Brauße (GER)                 | 65.                           |
| 143                           | Maria Giulia Confalonieri (ITA)        | 21.                           |
| 144                           | Martina Fidanza (ITA)                  | 48.                           |
| 145                           | Kathrin Schweinberger (AUT) (landevej) | 73.                           |
| 146                           | Lin Lea Teutenberg (GER)               | 74.                           |

| GT Krush Tunap BPC | GT Krush Tunap BPC     | GT Krush Tunap BPC |
| ------------------ | ---------------------- | ------------------ |
| Nr.                | Rytter                 | Placering          |
| 151                | Clara Lundmark (SWE)   | DNF                |
| 152                | Marissa Baks (NED)     | 70.                |
| 153                | Femke de Vries (NED)   | DNF                |
| 154                | Anne Dijkstra (NED)    | 71.                |
| 156                | Daniek Hengeveld (NED) | DNF                |

| AG Insurance NXTG AGI | AG Insurance NXTG AGI   | AG Insurance NXTG AGI |
| --------------------- | ----------------------- | --------------------- |
| Nr.                   | Rytter                  | Placering             |
| 161                   | Julia Borgström (SWE)   | 22.                   |
| 162                   | Mylène de Zoete (NED)   | 49.                   |
| 163                   | Eline Van Rooijen (NED) | 63.                   |
| 164                   | Ilse Pluimers (NED)     | 52.                   |
| 165                   | Maud Rijnbeek (NED)     | DNF                   |
| 166                   | Senne Knaven (BEL)      | DNF                   |

| Parkhotel Valkenburg PHV | Parkhotel Valkenburg PHV  | Parkhotel Valkenburg PHV |
| ------------------------ | ------------------------- | ------------------------ |
| Nr.                      | Rytter                    | Placering                |
| 171                      | Mischa Bredewold (NED)    | 40.                      |
| 172                      | Demi de Jong (NED)        | DNF                      |
| 173                      | Femke Gerritse (NED)      | 32.                      |
| 174                      | Kirstie van Haaften (NED) | 68.                      |
| 175                      | Femke Markus (NED)        | 39.                      |
| 176                      | Lieke Nooijen (NED)       | 47.                      |

| Valcar-Travel & Service VAL | Valcar-Travel & Service VAL | Valcar-Travel & Service VAL |
| --------------------------- | --------------------------- | --------------------------- |
| Nr.                         | Rytter                      | Placering                   |
| 181                         | Anastasia Carbonari (LAT)   | 80.                         |
| 182                         | Chiara Consonni (ITA)       | 7.                          |
| 183                         | Eleonora Gasparrini (ITA)   | 34.                         |
| 184                         | Silvia Persico (ITA)        | 12.                         |
| 185                         | Ilaria Sanguineti (ITA)     | 81.                         |
| 186                         | Margaux Vigie (FRA)         | 64.                         |

| Holland NED | Holland NED             | Holland NED |
| ----------- | ----------------------- | ----------- |
| Nr.         | Rytter                  | Placering   |
| 191         | Loes Adegeest           | 29.         |
| 192         | Thalita de Jong         | 54.         |
| 193         | Nicole Steigenga        | 46.         |
| 194         | Sylvie Swinkels         | DNF         |
| 195         | Marjolein van 't Geloof | DNF         |
| 196         | Maike van der Duin      | 69.         |